# سيرجي روزهنوف
سيرجي روزهنوف مواليد 19 سبتمبر 1982 في موسكو، هو ملاكم محترف بلغاري. شارك في دورة الألعاب الأولمبية الصيفية سنة 2004.

## المسيرة الاحترافية
من نزالاته:
- انتصر على أوين بيك (2012/02/08).

## إحصائيات
خاض خلال مسيرته 1 نزالا، فاز في 1 ولم يتعادل ولم يخسر. فاز بالضربة القاضية في 0 نزالا.

## روابط خارجية
- سيرجي روزهنوف على موقع أوليمبيديا (الإنجليزية)